# Вийра, Аугуст Пеэтерович
Аугуст Пеэтерович Ви́йра (эст. August Wiera; 28 марта 1853 — 26 марта 1919) — эстонский театральный актёр и режиссёр. Основоположник эстонского музыкального театра.

## Биография
Аугуст Вийра родился 28 марта 1853 года в населённом пункте Яама (ныне в составе Тарту) в семье кузнеца. С детства увлекался музыкой. Переехав в город, некоторое время работал столяром.
В 1870-годы занялся театральной деятельностью. С 1878 по 1903 возглавлял эстонский театр «Ванемуйне» в Тарту, стал первым оплачиваемым работником театра. Принимал активное участие в формировании эстонского театра, продолжая традиции, заложенные Лидией Койдулой. В 1880-е годы поставил ряд спектаклей как дирижёр и постановщик. По утверждению «Театральной энциклопедии», эти спектакли «отличались гуманистической направленностью, романтическими тенденциями, способствовали популяризации сценического искусства среди широких масс».
В 1883 году Вийра поставил первый музыкальный спектакль на эстонском языке — «Прециоза» К. М. Вебера. Вскоре он поставил ряд других музыкальных спектаклей: «Корневильские колокола» Р. Планкета (1885), «Фатиница» Ф. Зуппе (1887), «Цыганский барон» И. Штрауса (1889), «Иосиф в Египте» Э. Мегюля (1899). Осуществлял постановку произведений эстонской драматургии: «Помешательство Муру Мику» Кундера (1880), «Артур и Анна» Якобсона (1883), «Этакий Мульк» Койдулы (1884), «Отставной солдат» Кундера (1886). Поставил ряд пьес классического репертуара: «Магомет» Вольтера (1885), «Скупой» Мольера (1886), «Венецианский купец» (1888) и «Укрощение строптивой» (1889) Шекспира.
В 1903 году вместе с группой актёров ушёл из театра «Ванемуйне», его сменил режиссёр Карл Меннинг. В последующие 10 лет Вийра поставил ряд любительских спектаклей (преимущественно музыкальных).
Умер в Тарту 26 марта 1919 года при до конца не выясненных обстоятельствах. Похоронен на кладбище Раади.